# محظة (المحويت)

تعديل مصدري - تعديل

محظــة هي إحدى قرى عزلة العرقوب بمديرية المحويت التابعة لمحافظة المحويت، بلغ تعداد سكانها 913 نسمة حسب تعداد اليمن لعام 2004.